# Alfredo Duarte Marceneiro
Alfredo Duarte Marceneiro (né le 25 février 1891, Lisbonne et décédé le 26 juin 1982, Lisbonne) est un chanteur portugais de fado. Il est un des chanteurs qui fonda ce genre musical. Il invente le style particulier qui met le fado en scène, et invente la tenue noire typique et l’attitude du fadiste qui chante les yeux fermés.

## Biographie
Alfredo Marceneiro naît à Travessa de Santa Quitéria, dans la paroisse de Santa Isabel à Lisbonne, et reçoit le nom de baptême d'Alfredo Rodrigo Duarte. Il naît le 25 février 1891 et est baptisé dans l'église de Santa Isabel le 20 avril de la même année.
Fils de Rodrigo Duarte et de Gertrudes da Conceição, originaires de Cadaval, tous deux célibataires à l'époque, Alfredo est le premier enfant du couple, suivi de ses trois frères et sœurs Álvaro, Júlio et Júlia. Ses parents se marient à Lisbonne, dans l'église de Santa Isabel, le 25 décembre 1895, alors qu'Alfredo, âgé de 4 ans (donc né en 1891 et non en 1888), et Álvaro, âgé de 19 mois, sont déjà légitimés par le mariage.
En 1905, alors qu'il n'a que 13 ans, son père décède et Alfredo Duarte quitte l'école pour aller travailler et aider à subvenir aux besoins de sa mère et de ses frères et sœurs. Son premier emploi est celui d'apprenti relieur.
Le magazine Blitz considère cet album comme le onzième meilleur album portugais de tous les temps.